# Pardosa armeniaca
Espèce
Pardosa armeniaca est une espèce d'araignées aranéomorphes de la famille des Lycosidae.

## Distribution
Cette espèce est endémique d'Arménie. Elle se rencontre vers Tsovagyugh.

## Description
Le mâle holotype mesure 7,5 mm et la femelle paratype 8,0 mm.

## Systématique et taxinomie
Cette espèce a été décrite par Marusik en 2023.

## Publication originale
- Marusik, 2023 : « A new species related to Pardosa atrata (Araneae, Lycosidae) from Armenia makes the distribution range of the atrata group disjunctive. » ZooKeys, vol. 1180, p. 225-235 (texte intégral).